# Охотники
Охо́тники — село в Україні, у Турійській селищній громаді Ковельського району Волинської області. Населення становить 122 осіб.
На захід від села розташоване однойменне озеро Охотники.
Глибина озера бл. 18 м, площа 11,4 га.

## Історія
У селі жив польський пан Ронікер Броніслав. Охотники (найманці) — професійні військові найманці. Термін набув широкого вжитку на території нинішньої України у XVII—XVIII ст.[джерело?]
У 1906 році село Олеської волості Володимир-Волинського повіту Волинської губернії. Відстань від повітового міста 32 верст, від волості 8. Дворів 39, мешканців 161.
12 червня 2020 року, відповідно до розпорядження Кабінету Міністрів України № 708-р «Про визначення адміністративних центрів та затвердження територій територіальних громад Волинської області», увійшло до складу Турійської селищної територіальної громади.
19 липня 2020 року, в результаті адміністративно-територіальної реформи та ліквідації Турійського району, село увійшло до новоутвореного Ковельського району. 

## Населення
Згідно з переписом УРСР 1989 року чисельність наявного населення села становила 144 особи, з яких 68 чоловіків та 76 жінок.
За переписом населення України 2001 року в селі мешкали 122 особи.

### Мова
Розподіл населення за рідною мовою за даними перепису 2001 року:
| Мова       | Відсоток |
| ---------- | -------- |
| українська | 97,54 %  |
| російська  | 2,46 %   |